# NGC 470
NGC 470 (другие обозначения — UGC 858, MCG 0-4-84, ZWG 385.70, ARP 227, IRAS01171+0308, PGC 4777) — спиральная галактика (Sb) в созвездии Рыбы. Открыта Уильямом Гершелем в 1784 году, описывается Дрейером как «довольно яркий, крупный объект неправильной, но округлой формы».
В этой галактике, возле области звездообразования, был обнаружен компактный и очень яркий рентгеновский источник.
При наблюдении в ×100 описывается как круглый, довольно яркий и большой объект, который не имеет выраженой яркости в середине, и весьма пёстрый.
Входит в состав групп галактик NGC 470 (17 объектов) и NGC 524 (14 объектов). Помимо неё в составе последней наиболее яркими представителями группы являются NGC 474, NGC 520.
Этот объект входит в число перечисленных в оригинальной редакции «Нового общего каталога».